# Nigar Hatun
Nigar Hatun (en turco otomano: نکار خاتون‎; "belleza artística") (Los Balcanes, c.1450 — Antalya, Marzo de 1503), también conocida como Mühürnaz Hatun, fue una consorte del sultán Bayezid II. Nigar fue una de las dos esposas de Bayezid, enterrada fuera de los lugares de enterramiento tradicionales de las esposas de los sultanes otomanos de ese período.

## Vida

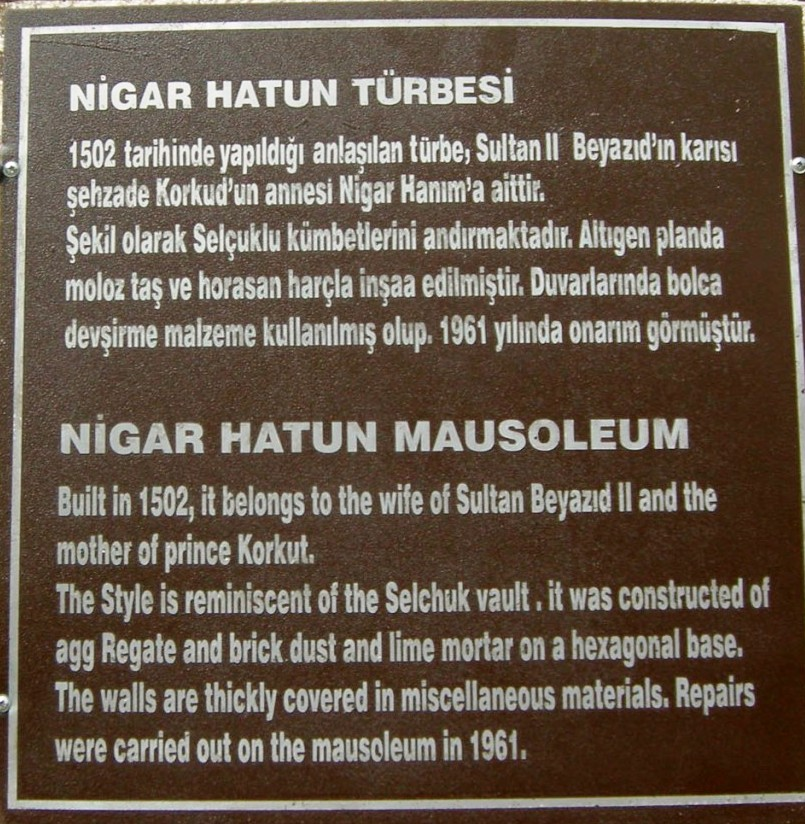
Letrero en turco e inglés afuera del mausoleo de Nigar Hatun que describe su construcción.

Los orígenes de Nigar son desconocidos, pero algunos atrubuyen su etnia a Los Balcanes. Nigar entró en el harén de Bayezid cuando Bayezid todavía era príncipe y gobernador de Amasya. Dio a luz a tres hijos, un varón, Şehzade Korkut en 1469, e hijas, Sofu Fatma Sultan y Ayşe Sultan. Con el nacimiento de Korkut, adquirió un mayor estatus dentro de la casa real.En 1481, tras la muerte de Mehmed II, Nigar viajó con su marido a Estambul, donde Bayezid se convirtió en el nuevo sultán.
Según la tradición turca, se esperaba que todos los príncipes trabajaran como gobernadores provinciales como parte de su formación. Korkut fue designado por primera vez para Saruhan en 1483. La madre y el hijo, junto con su séquito recién formado, fueron aprovisionados en el palacio del Gran Visir Ishak Paşa. El estipendio diario de Nigar consistía en 50 akçe (moneda de plata). A fines de la década de 1490, ella lo acompañó a Antalya.
En 1502, Nigar Hatun ordenó la construcción de su propio mausoleo en el minarete de Yivli en estilo selyúcida, donde posteriormente fue enterrada. Sakaoğlu señala un detalle interesante: entre las esposas de Bayezid II, dos mujeres se destacan por su lugar de entierro: Gülbahar Hatun fue enterrada en el puerto del Mar Negro en Trebisonda y Nigar en el puerto mediterráneo en Antalya; por lo general, las esposas de los Padişah eran enterradas en Bursa o en Estambul, y por lo tanto Gülbahar y Nigar son especiales por su lugar de entierro y descanso.

## Descendencia
Con Bayezid II, Nigar tuvo tres hijos, dos niñas y un varón:
- Ayşe Sultan (1465 — 1515), hija con Nigar Hatun. Se casó en 1480 con Damat Güveyı Sinan Paşa. Tuvo descendencia;
- Sofu Fatma Sultan (1468 — después de 1520), hija con Nigar Hatun, casada tres veces. Se casó en 1480 con Damat Isfendiyaroğlu Mirza Mehmed Paşa. Fatma se volvió a casar en 1489 con Damat Mustafa Paşa, hijo de Koca Davud Paşa. Fatma se casó por tercera y última vez en 1504 con Damat Güzelce Hasan Bey. De los tres matrimonios tuvo descendencia;
- Şehzade Korkut (1469 — 10 de marzo de 1513), hijo con Nigar Hatun. Fue nombrado gobernador de Saruhan. En 1502, fue nombrado gobernador de Antalya, un puerto en la costa mediterránea. Tuvo una consorte y dos hijas muertas en la infancia. Fue exiliado y posteriormente ejecutado por órdenes de Selim I.

## Muerte
Nigar Hatun falleció en marzo de 1503, y fue enterrada en su propio mausoleo, que había construido en 1502, justo un año antes de su muerte en la Mezquita Yivliminare, Antalya.
Después de su muerte, Korkut hizo una donación en memoria de su madre en un pequeño pueblo llamado Istanos en la península de Teke. En 1510, su hija Sofu Fatma también hizo una donación en Eşrefoğlu Rûmî por el bien de su alma.